# Pierre Dardot
Pierre Dardot (28 d'octubre de 1952) és un filòsof francès. Ha escrit nombroses obres conjuntament amb el sociòleg Christian Laval sobre el neoliberalisme i el procomú.
El 1988 es va doctorar en Filosofia a la Universitat de París X Nanterre amb la tesi La question du commencement de la science chez Hegel et Marx. Des del 2004, fundà i liderà el grup d'estudi i recerca Questions Marx.

## Obra publicada
- Sauver Marx? Empire, multitude, travail immatériel, amb Christian Laval i El Mouhoub Mouhoud, Paris, éditions La Découverte, 2007, 258 p. ISBN 978-2-7071-5131-5
- La nouvelle raison du monde, amb Christian Laval, Paris, éditions La Découverte, 2009, 504 p.; rééd. 2010[7] ISBN 978-2-7071-5682-2
- Marx, prénom: Karl, amb Christian Laval, Paris, Gallimard, coll. «Essais», 2012, 809 p. ISBN 978-2-07-012264-6
- Commun. Essai sur la révolution au XXIe siècle, amb Christian Laval, Paris, éditions La Découverte, 2014, 592 p.; rééd. 2015 ISBN 978-2-7071-6938-9
- Ce cauchemar qui n'en finit pas. Comment le néolibéralisme défait la démocratie, amb Christian Laval, Paris, éditions La Découverte, 2016, 247 p. ISBN 978-2-7071-8852-6
- L’ombre d’Octobre. La Révolution russe et le spectre des soviets, amb Christian Laval, Montréal, Lux éditeur, coll. «Humanités», 2017, 294 p. ISBN 978-2-89596-267-0
- Dominer. Enquête sur la souveraineté de l'État en Occident, amb Christian Laval, éditions La Découverte, 2020, 736 p. ISBN 978-2348042140.